# Dead to the World Tour
Dead to the World Tour — світовий концертний тур американського рок-гурту Marilyn Manson. Він стартував на підтримку другого студійного альбому Antichrist Superstar, який було видано 8 жовтня 1996 р. Тур супроводжувався численними протестами релігійних і громадських груп, зокрема Американської сімейної асоціації, через позицію фронтмена щодо християнства.
Назва туру походить від пісні «Dried Up, Tied and Dead to the World» з вищезгаданої платівки. У 1998 було видано відеоальбом Dead to the World, до якого увійшов матеріал відзнятий протягом гастролів.

## Виступи
Під час Dead to the World Tour заднім планом слугувало вітражне зображення Ісуса. На початку шоу лідер гурту спускався довгими сходами, щоб виконати першу композицію «Angel with the Scabbed Wings». Часто повторювалися випадки навмисного самопошкодження. На розігріві виступали: Fluffy, Hocico, Helmet, L7, Rasputina й Pist.on.
На «Man That You Fear» мікрофон покривали білими квітами. Снігові й попільні спецефекти використувалися головним чином протягом «Apple of Sodom» та «Cryptorchid». Для виконання «Antichrist Superstar» на сцені встановлювали подіум з логотипом ери, учасники групи, крім Менсона, надягали шоломи, фронтмен виривав сторінки з Біблії. Менсон грав на гітарі у «Dried Up, Tied and Dead to the World» і «The Minute of Decay», а на флейті Пана — у «Kinderfeld».

## Сет-ліст
Нижче наведено перелік пісень, які звучали найчастіше, у порядку, в котрому вони зазвичай виконувалися:
1. «Intro»
2. «Angel with the Scabbed Wings»
3. «Get Your Gunn»
4. «Cake and Sodomy»
5. «Dogma»
6. «Dried Up, Tied and Dead to the World»
7. «Tourniquet»
8. «Kinderfeld»
9. «My Monkey»
10. «Lunchbox»
11. «Sweet Dreams (Are Made of This)»
12. «Minute of Decay»
13. «The Suck for Your Solution»
14. «Deformography»
15. «1996»
16. «Little Horn»
17. «Apple of Sodom»
18. «Cryptorchid»
19. «Antichrist Superstar»
20. «The Beautiful People»
21. «The Reflecting God»
22. «Irresponsible Hate Anthem»
23. «Mister Superstar»
24. «1996»
25. «Rock 'n' Roll Nigger»
26. «Misery Machine»
27. «Man That You Fear»

## Учасники
- Мерілін Менсон — вокал, ритм-гітара
- Зім Зам — гітара
- Твіґґі Рамірез — бас-гітара
- Мадонна Вейн Ґейсі — клавішні
- Джинджер Фіш — барабани

## Дати концертів
| №                                                                         | Дата                          | Місто                                  | Країна                       | Місце проведення               |
| Етап 1: Театральний тур 1996                                              | Етап 1: Театральний тур 1996  | Етап 1: Театральний тур 1996           | Етап 1: Театральний тур 1996 | Етап 1: Театральний тур 1996   |
| Північна Америка                                                          | Північна Америка              | Північна Америка                       | Північна Америка             | Північна Америка               |
| ------------------------------------------------------------------------- | ----------------------------- | -------------------------------------- | ---------------------------- | ------------------------------ |
| 1                                                                         | 7 вересня 1996                | Нью-Йорк, штат Нью-Йорк                | США                          | Irving Plaza                   |
| 2                                                                         | 3 жовтня 1996                 | Каламазу, штат Мічиган                 | США                          | State Theatre                  |
| 3                                                                         | 4 жовтня 1996                 | Давенпорт, штат Айова                  | США                          | Colonial Ballroom              |
| 4                                                                         | 5 жовтня 1996                 | Сент-Луїс, штат Міссурі                | США                          | Mississippi Nights             |
| 5                                                                         | 7 жовтня 1996                 | Колумбія, штат Міссурі                 | США                          | The Blue Note                  |
| 6                                                                         | 8 жовтня 1996                 | Лоуренс, штат Канзас                   | США                          | Liberty Hall                   |
| 7                                                                         | 9 жовтня 1996                 | Міннеаполіс, штат Міннесота            | США                          | First Avenue                   |
| 8                                                                         | 11 жовтня 1996                | Мілвокі, штат Вісконсин                | США                          | Modjeska Theater               |
| 9                                                                         | 12 жовтня 1996                | Чикаго, штат Іллінойс                  | США                          | Riviera Theatre                |
| 10                                                                        | 13 жовтня 1996                | Медісон, штат Вісконсин                | США                          | Barrymore Theatre              |
| 11                                                                        | 15 жовтня 1996                | Детройт, штат Мічиган                  | США                          | State Theatre                  |
| 12                                                                        | 16 жовтня 1996                | Колумбус, штат Огайо                   | США                          | Newport Music Hall             |
| 13                                                                        | 18 жовтня 1996                | Цинциннаті, штат Огайо                 | США                          | Bogart's                       |
| 14                                                                        | 19 жовтня 1996                | Клівленд, штат Огайо                   | США                          | Agora Ballroom & Theater       |
| 15                                                                        | 20 жовтня 1996                | Баффало, штат Нью-Йорк                 | США                          | Ogden Theatre                  |
| 16                                                                        | 22 жовтня 1996                | Торонто, Онтаріо                       | Канада                       | The Warehouse                  |
| 17                                                                        | 23 жовтня 1996                | Монреаль, Квебек                       | Канада                       | The Spectrum                   |
| 18                                                                        | 25 жовтня 1996                | Берлінгтон, Онтаріо                    | Канада                       | Memorial Auditorium            |
| 19                                                                        | 26 жовтня 1996                | Бостон, штат Массачусетс               | США                          | Avalon                         |
| 20                                                                        | 27 жовтня 1996                | Провіденс, штат Род-Айленд             | США                          | The Strand                     |
| 21                                                                        | 29 жовтня 1996                | Нью-Йорк, штат Нью-Йорк                | США                          | Roseland Ballroom              |
| 22                                                                        | 30 жовтня 1996                | Філадельфія, штат Пенсильванія         | США                          | Electric Factory               |
| 23                                                                        | 31 жовтня 1996                | Асбері Парк, штат Нью-Джерсі           | США                          | Convention Hall                |
| 24                                                                        | 2 листопада 1996              | Генрієтта, штат Нью-Йорк               | США                          | Dome Arena                     |
| 25                                                                        | 3 листопада 1996              | Гартфорд, штат Коннектикут             | США                          | Webster Theater                |
| 26                                                                        | 5 листопада 1996              | Балтимор, штат Меріленд                | США                          | Hammerjack's                   |
| 27                                                                        | 6 листопада 1996              | Вашингтон, округ Колумбія              | США                          | 9:30 Club                      |
| 28                                                                        | 8 листопада 1996              | Норфолк, штат Вірджинія                | США                          | The Boathouse                  |
| 29                                                                        | 9 листопада 1996              | Ралі, штат Північна Кароліна           | США                          | Ritz                           |
| 30                                                                        | 10 листопада 1996             | Шарлотт, штат Північна Кароліна        | США                          | Grady Cole Center              |
| 31                                                                        | 11 листопада 1996             | Атланта, штат Джорджія                 | США                          | International Ballroom         |
| 32                                                                        | 13 листопада 1996             | Сент-Пітерсбург, штат Флорида          | США                          | Jannus Landing                 |
| 33                                                                        | 14 листопада 1996             | Сент-Пітерсбург, штат Флорида          | США                          | Jannus Landing                 |
| 34                                                                        | 15 листопада 1996             | Орландо, штат Флорида                  | США                          | Embassy Music Hall             |
| 35                                                                        | 16 листопада 1996             | Санрайз, штат Флорида                  | США                          | Sunrise Amphitheatre           |
| Південна Америка                                                          |                               |                                        |                              |                                |
| 36                                                                        | 20 листопада 1996             | Ріо-де-Жанейро                         | Бразилія                     | Gavea Stadium                  |
| 37                                                                        | 22 листопада 1996             | Сантьяго                               | Чилі                         | Central Court National Stadium |
| 38                                                                        | 24 листопада 1996             | Буенос-Айрес                           | Аргентина                    | Velez Shed Stadium             |
| Європа                                                                    |                               |                                        |                              |                                |
| 39                                                                        | 27 листопада 1996 (Скасовано) | Стокгольм                              | Швеція                       | Studion                        |
| 40                                                                        | 28 листопада 1996             | Копенгаген                             | Данія                        | Vega                           |
| 41                                                                        | 29 листопада 1996             | Берлін                                 | Німеччина                    | Trash                          |
| 42                                                                        | 1 грудня 1996                 | Мюнхен                                 | Німеччина                    | Strom                          |
| 43                                                                        | 2 грудня 1996                 | Кельн                                  | Німеччина                    | Kantine                        |
| 44                                                                        | 3 грудня 1996                 | Гамбург                                | Німеччина                    | Markthalle                     |
| 45                                                                        | 6 грудня 1996                 | Брюссель                               | Бельгія                      | Vaartkapoen                    |
| 46                                                                        | 7 грудня 1996                 | Париж                                  | Франція                      | Le Bataclan                    |
| 47                                                                        | 8 грудня 1996                 | Барселона                              | Іспанія                      | Bikini                         |
| 48                                                                        | 9 грудня 1996                 | Мадрид                                 | Іспанія                      | Ktdral                         |
| 49                                                                        | 12 грудня 1996                | Лондон                                 | Велика Британія              | The Forum                      |
| 50                                                                        | 13 грудня 1996                | Ноттінгем                              | Велика Британія              | Rock City                      |
| 51                                                                        | 14 грудня 1996                | Глазго                                 | Велика Британія              | Glasgow Barrowlands            |
| 52                                                                        | 15 грудня 1996                | Манчестер                              | Велика Британія              | Manchester University MDH      |
| Етап 2: Північноамериканський тур 1996–1997                               |                               |                                        |                              |                                |
| 53                                                                        | 27 грудня 1996                | Нашвілл, штат Теннессі                 | США                          | Nashville Municipal Auditorium |
| 54                                                                        | 28 грудня 1996                | Бірмінгем, штат Алабама                | США                          | Boutwell Memorial Auditorium   |
| 55                                                                        | 29 грудня 1996                | Новий Орлеан, штат Луїзіана            | США                          | State Palace                   |
| 56                                                                        | 31 грудня 1996                | Форт-Ворт, штат Техас                  | США                          | Will Rogers Coliseum           |
| 57                                                                        | 2 січня 1997                  | Остін, штат Техас                      | США                          | Austin Music Hall              |
| 58                                                                        | 3 січня 1997                  | Сан-Антоніо, Техас                     | США                          | Live Oak Civic Center          |
| 59                                                                        | 4 січня 1997                  | Г'юстон, штат Техас                    | США                          | International Ballroom         |
| 60                                                                        | 5 січня 1997                  | Г'юстон, штат Техас                    | США                          | International Ballroom         |
| 61                                                                        | 7 січня 1997                  | Спрінґфілд, штат Міссурі               | США                          | Shrine Mosque                  |
| 62                                                                        | 8 січня 1997                  | Вічита, штат Канзас                    | США                          | Cotillion                      |
| 63                                                                        | 10 січня 1997                 | Денвер, штат Колорадо                  | США                          | Mammoth Event Center           |
| 64                                                                        | 11 січня 1997                 | Парк-Сіті, штат Юта                    | США                          | Wolf Mountain                  |
| 65                                                                        | 12 січня 1997                 | Колдвелл, штат Айдахо                  | США                          | O'Connor Fieldhouse            |
| 66                                                                        | 15 січня 1997                 | Ванкувер, Британська Колумбія          | Канада                       | PNE Forum                      |
| 67                                                                        | 17 січня 1997                 | Сієтл, штат Вашингтон                  | США                          | Moore Theatre                  |
| 68                                                                        | 18 січня 1997                 | Сієтл, штат Вашингтон                  | США                          | Moore Theatre                  |
| 69                                                                        | 19 січня 1997                 | Сейлем, штат Орегон                    | США                          | Salem Armory Auditorium        |
| 70                                                                        | 21 січня 1997                 | Сан-Франциско, штат Каліфорнія         | США                          | The Warfield                   |
| 71                                                                        | 22 січня 1997                 | Сан-Франциско, штат Каліфорнія         | США                          | The Warfield                   |
| 72                                                                        | 24 січня 1997                 | Фінікс, штат Аризона                   | США                          | Phoenix Civic Plaza            |
| 73                                                                        | 25 січня 1997                 | Санта-Моніка, штат Каліфорнія          | США                          | Civic Auditorium               |
| 74                                                                        | 28 січня 1997                 | Сан-Дієго, штат Каліфорнія             | США                          | Crosby Hall                    |
| 75                                                                        | 29 січня 1997                 | Парадайз, штат Невада                  | США                          | The Joint                      |
| 76                                                                        | 30 січня 1997                 | Парадайз, штат Невада                  | США                          | The Joint                      |
| 77                                                                        | 1 лютого 1997                 | Альбукерке, штат Нью-Мексико           | США                          | Convention Center              |
| 78                                                                        | 2 лютого 1997                 | Лас-Крусес, штат Нью-Мексико           | США                          | Pan American Center            |
| 79                                                                        | 4 лютого 1997                 | Бомонт, штат Техас                     | США                          | Fair Park Coliseum             |
| 80                                                                        | 5 лютого 1997                 | Оклахома-Сіті, штат Оклахома           | США                          | TNT Building                   |
| 81                                                                        | 7 лютого 1997                 | Канзас-Сіті, штат Канзас               | США                          | Memorial Hall                  |
| 82                                                                        | 8 лютого 1997                 | Омаха, штат Небраска                   | США                          | Mancuso Hall                   |
| 83                                                                        | 9 лютого 1997                 | Де-Мойн, штат Айова                    | США                          | Convention Center              |
| 84                                                                        | 11 лютого 1997                | Толідо, штат Огайо                     | США                          | Toledo Sports Arena            |
| 85                                                                        | 13 лютого 1997                | Індіанаполіс, штат Індіана             | США                          | Pepsi Coliseum                 |
| 86                                                                        | 14 лютого 1997                | Тротвуд, штат Огайо                    | США                          | Hara Arena                     |
| 87                                                                        | 15 лютого 1997                | Вілінг, штат Західна Вірджинія         | США                          | Wheeling Civic Center          |
| 88                                                                        | 18 лютого 1997                | Трой, штат Нью-Йорк                    | США                          | Houston Field House            |
| 89                                                                        | 19 лютого 1997                | Спрингфілд, штат Массачусетс           | США                          | Springfield Civic Center       |
| 90                                                                        | 21 лютого 1997                | Фічбург, штат Массачусетс              | США                          | Wallace Civic Center           |
| 91                                                                        | 4 березня 1997                | Анкоридж, штат Аляска                  | США                          | The Egen Center                |
| Етап 3: Японія/Океанія 1997                                               |                               |                                        |                              |                                |
| Азія                                                                      |                               |                                        |                              |                                |
| 92                                                                        | 7 березня 1997                | Осака                                  | Японія                       | Club Quattro                   |
| 93                                                                        | 9 березня 1997                | Наґоя                                  | Японія                       | Club Quattro                   |
| 94                                                                        | 11 березня 1997               | Токіо                                  | Японія                       | Club Quattro                   |
| 95                                                                        | 12 березня 1997               | Токіо                                  | Японія                       | Club Quattro                   |
| Океанія                                                                   |                               |                                        |                              |                                |
| 96                                                                        | 15 березня 1997               | Сідней                                 | Австралія                    | Enmore Theatre                 |
| 97                                                                        | 17 березня 1997               | Мельбурн                               | Австралія                    | The Place                      |
| 98                                                                        | 19 березня 1997               | Окленд                                 | Нова Зеландія                | The Powerhouse                 |
| Етап 4: Аренний тур 1997                                                  |                               |                                        |                              |                                |
| 99                                                                        | 22 березня 1997               | Гонолулу, штат Гаваї                   | США                          | Nimitz Hall                    |
| 100                                                                       | 5 квітня 1997                 | Ла-Кросс, штат Вісконсин               | США                          | La Crosse Center               |
| 101                                                                       | 6 квітня 1997                 | Нормал, штат Іллінойс                  | США                          | Redbird Arena                  |
| 102                                                                       | 8 квітня 1997                 | Мемфіс, штат Теннессі                  | США                          | Mid-South Coliseum             |
| 103                                                                       | 9 квітня 1997                 | Літл-Рок, штат Арканзас                | США                          | Barton Coliseum                |
| 104                                                                       | 12 квітня 1997                | Білоксі, штат Міссісіпі                | США                          | Mississippi Coast Coliseum     |
| 105                                                                       | 13 квітня 1997                | Атланта, штат Джорджія                 | США                          | International Ballroom         |
| 106                                                                       | 15 квітня 1997                | Орландо, штат Флорида                  | США                          | UCF Arena                      |
| 107                                                                       | 16 квітня 1997                | Вест-Палм-Біч, штат Флорида            | США                          | West Palm Beach Auditorium     |
| 108                                                                       | 17 квітня 1997                | Джексонвілл, штат Флорида              | США                          | Jacksonville Memorial Coliseum |
| 109                                                                       | 19 квітня 1997                | Винстон-Сейлем, штат Північна Кароліна | США                          | LJ Veterans Memorial Coliseum  |
| 110                                                                       | 22 квітня 1997                | Евансвілл, штат Індіана                | США                          | Roberts Municipal Stadium      |
| 111                                                                       | 23 квітня 1997                | Луїсвілл, штат Кентуккі                | США                          | Louisville Gardens             |
| 112                                                                       | 25 квітня 1997                | Сеґіно, штат Мічиган                   | США                          | Wendler Arena                  |
| 113                                                                       | 26 квітня 1997                | Клівленд, штат Огайо                   | США                          | CSU Convocation Center         |
| 114                                                                       | 29 квітня 1997                | Форт Вейн, штат Індіана                | США                          | Fort Wayne Coliseum            |
| 115                                                                       | 30 квітня 1997                | Каламазу, штат Мічиган                 | США                          | Wings Stadium                  |
| 116                                                                       | 2 травня 1997                 | Гамільтон, штат Онтаріо                | Канада                       | Copps Coliseum                 |
| 117                                                                       | 3 травня 1997                 | Ері, штат Пенсильванія                 | США                          | Erie Civic Center              |
| 118                                                                       | 4 травня 1997                 | Піттсбург, штат Пенсильванія           | США                          | Civic Center                   |
| 119                                                                       | 6 травня 1997                 | Ютіка, штат Нью-Йорк                   | США                          | Utica Memorial Auditorium      |
| 120                                                                       | 7 травня 1997                 | Гартфорд, штат Коннектикут             | США                          | The Meadows                    |
| 121                                                                       | 9 травня 1997                 | Вашингтон, округ Колумбія              | США                          | D.C. Armory                    |
| 122                                                                       | 10 травня 1997                | Ричмонд, штат Вірджинія                | США                          | Richmond Coliseum              |
| 123                                                                       | 11 травня 1997                | Камден, штат Нью-Джерсі                | США                          | Blockbuster Sony E-Centre      |
| Етап 5: Європейський фестивальний тур 1997                                |                               |                                        |                              |                                |
| 124                                                                       | 17 травня 1997                | Ландґраф                               | Нідерланди                   | Pinkpop Festival               |
| 125                                                                       | 180 травня 1997               | Ейндговен                              | Нідерланди                   | Dynamo Open Air                |
| 126                                                                       | 19 травня 1997                | Ньюпорт                                | Велика Британія              | Newport Civic Centre           |
| 127                                                                       | 20 травня 1997                | Лондон                                 | Велика Британія              | Brixton Academy                |
| 128                                                                       | 22 травня 1997                | Манчестер                              | Велика Британія              | Manchester Apollo              |
| 129                                                                       | 23 травня 1997                | Глазго                                 | Велика Британія              | Barrowland Ballroom            |
| 130                                                                       | 25 травня 1997                | Вулвергемптон                          | Велика Британія              | Wolverhampton Civic Hall       |
| 131                                                                       | 26 травня 1997                | Лідс                                   | Велика Британія              | Town & Country                 |
| 132                                                                       | 27 травня 1997                | Ноттінгем                              | Велика Британія              | Rock City                      |
| 133                                                                       | 29 травня 1997                | Париж                                  | Франція                      | Le Bataclan                    |
| 134                                                                       | 31 травня 1997                | Барселона                              | Іспанія                      | Zeleste                        |
| 135                                                                       | 1 червня 1997                 | Мадрид                                 | Іспанія                      | La Rivera                      |
| 136                                                                       | 2 червня 1997                 | Валенсія                               | Іспанія                      | Arena                          |
| 137                                                                       | 4 червня 1997                 | Мілан                                  | Італія                       | Rolling Stone                  |
| 137                                                                       | 12 червня 1997 (Скасовано)    | Гултсфред                              | Швеція                       | Hultsfred Festival             |
| Етап 6: Ozzfest 1997                                                      |                               |                                        |                              |                                |
| 138                                                                       | 13 червня 1997                | Провіденс, штат Род-Айленд             | США                          | The Strand                     |
| 139                                                                       | 15 червня 1997                | Іст-Резерфорд, штат Нью-Джерсі         | США                          | Giants Stadium                 |
| 140                                                                       | 17 червня 1997                | Колумбус, штат Огайо                   | США                          | Polaris Amphitheater           |
| 141                                                                       | 18 червня 1997                | Кларкстон, штат Мічиган                | США                          | Pine Knob                      |
| 142                                                                       | 19 червня 1997                | Тінлі-Парк, штат Іллінойс              | США                          | The World                      |
| 143                                                                       | 21 червня 1997                | Іст-Трой, штат Вісконсин               | США                          | Alpine Valley Music Theatre    |
| 144                                                                       | 22 червня 1997                | Міннеаполіс, штат Міннесота            | США                          | Hubert H. Humphrey Metrodome   |
| 145                                                                       | 24 червня 1997                | Денвер, штат Колорадо                  | США                          | Mile High Stadium              |
| 146                                                                       | 26 червня 1997                | Фінікс, штат Аризона                   | США                          | Desert Sky Pavilion            |
| 147                                                                       | 28 червня 1997                | Вітні, штат Невада                     | США                          | Sam Boyd Stadium               |
| 148                                                                       | 29 червня 1997                | Сан-Бернардіно, штат Каліфорнія        | США                          | Blockbuster Pavilion           |
| 149                                                                       | 30 червня 1997                | Портленд, штат Орегон                  | США                          | La Luna                        |
| Етап 7: Канадський тур 1997                                               |                               |                                        |                              |                                |
| 150                                                                       | 18 липня 1997                 | Баррі, Онтаріо                         | Канада                       | Molson Park                    |
| 151                                                                       | 20 липня 1997                 | Берлінгтон, Онтаріо                    | Канада                       | Memorial Auditorium            |
| 152                                                                       | 23 липня 1997                 | Ванкувер, Британська Колумбія          | Канада                       | PNE Forum                      |
| 153                                                                       | 25 липня 1997 (Заборонений))  | Калгарі, Альберта                      | Канада                       | Max Bell Arena                 |
| 154                                                                       | 26 липня 1997                 | Едмонтон, Альберта                     | Канада                       | Convention Centre              |
| 155                                                                       | 28 липня 1997                 | Вінніпеґ, Манітоба                     | Канада                       | Walker Theatre                 |
| 156                                                                       | 31 липня 1997                 | Торонто, Онтаріо                       | Канада                       | Varsity Arena                  |
| 157                                                                       | 1 серпня 1997                 | Оттава, Квебек                         | Канада                       | Congress Centre                |
| 158                                                                       | 2 серпня 1997                 | Монреаль, Квебек                       | Канада                       | The Medley                     |
| Етап 8: Європейський/південноамериканський/північноамериканський тур 1997 |                               |                                        |                              |                                |
| Європа                                                                    |                               |                                        |                              |                                |
| 159                                                                       | 9 серпня 1997                 | Замбужейра-ду-Мар                      | Португалія                   | Festival Sudoeste              |
| 160                                                                       | 10 серпня 1997                | Мадрид                                 | Іспанія                      | La Rivera                      |
| 161                                                                       | 11 серпня 1997                | Париж                                  | Франція                      | Le Bataclan                    |
| 162                                                                       | 13 серпня 1997                | Рим                                    | Італія                       | Palaghiaccio                   |
| 163                                                                       | 15 серпня 1997                | Лейпциг                                | Німеччина                    | Easy Auensee                   |
| 164                                                                       | 16 серпня 1997                | Кельн                                  | Німеччина                    | Bizarre Festival               |
| 165                                                                       | 17 серпня 1997                | Мюнхен                                 | Німеччина                    | Babylon                        |
| 166                                                                       | 18 серпня 1997                | Берлін                                 | Німеччина                    | Huxleys                        |
| 167                                                                       | 20 серпня 1997                | Гамбург                                | Німеччина                    | Grosse Freiheit 36             |
| 168                                                                       | 22 серпня 1997                | Штутгарт                               | Німеччина                    | Metallica Show                 |
| 169                                                                       | 23 серпня 1997                | Гасселт                                | Бельгія                      | Pukkelpop Festival             |
| 170                                                                       | 24 серпня 1997                | Редінг                                 | Велика Британія              | Reading Festival               |
| Південна Америка                                                          |                               |                                        |                              |                                |
| 171                                                                       | 8 вересня 1997                | Сан-Паулу                              | Бразилія                     | Olympia                        |
| 172                                                                       | 11 вересня 1997               | Буенос-Айрес                           | Аргентина                    | Velez Shed Stadium             |
| 173                                                                       | 12 вересня 1997               | Буенос-Айрес                           | Аргентина                    | Velez Shed Stadium             |
| 174                                                                       | 14 вересня 1997               | Сантьяго                               | Чилі                         | Central Court National Stadium |
| Північна Америка                                                          |                               |                                        |                              |                                |
| 175                                                                       | 17 вересня 1997               | Мехіко                                 | Мексика                      | Palacio de los Deportes        |